# Lotari de Hochstaden
Lotari de Hochstaden (nascut (?) - mort el 1194 a Roma) fou príncep-bisbe del Principat de Lieja, comte de Dalhem i canceller del Sacre Imperi Romanogermànic.
Lotari era el fill d'Otó d'Are-Hochstaden i d'Adelaide de Hochstaden, i el germà de Teoderic de Hochstaden, un adepte dels Hohenstaufer. Va ser prebost de la col·legiata de Sant Cassi i Florenci a Bonn i degà a Lieja. Després de la mort de l'arquebisbe de Colònia Felip I d'Heinsberg el capítol va elegir-lo com a arquebisbe. Els comtes de Berg van oposar-se i proposar Bruno III de Berg.
El 1192, després de l'assassinat d'Albert de Lovaina, l'emperador Enric VI va anomenar-lo canceller i príncep-bisbe de Lieja. Ja va ser candidat el 1191 després de la mort de Raúl de Zähringen com a candidat de l'emperador, contra Albert de Lovaina, el candidat del papa que va obtenir el suport de Celestí III durant la investidura. Segons certes fonts, Lotari hauria participat en l'organització de l'assassinat d'Albert de Lovaina i el papa va anatematitzar-lo. Lotari va viatjar a Roma per a obtenir el perdó, que només va obtenir en refusar el 1193 el càrrec de príncep-bisbe.
El 1194 va morir a Roma en tornar-hi a per a obtenir l'absolució completa.